# Michael Fish
Michael Fish es un diseñador de moda británico, famoso por diseñar muchos de los aspectos en 1960 y 1970, como el kipper tie.

## Carrera
A una edad prominente, Fish estaba diseñando camisetas para Turnbull & Asser de Jeremyn Street. A mediados de 1960, abrió su propia boutique en Picadilly, Mr. Fish, en Clifford Street. Fish se hizo famoso por su diseño extravagante para celebridades notables de 1960 y 1970 como The Rolling Stones y David Bowie.
A mediados de 1970, su tienda había cerrado y tomó un trabajo con Sulka en Nueva York, una etiqueta famosa por sus vestidos. En 1978, regresó a Londres para trabajar para Jeremy Norman.
Quizás el diseño más controversial de Fish fue el "vestido" diseñado para hombres, que ocasionalmente vestían David Bowie y Mick Jagger.

## Trabajo en cine
Los diseños de Fish pueden ser vistos en 1960 y 1970 en películas, como en Modesty Blaise, y en Performance.